# Opéra de Montréal
L'Opéra de Montréal est une compagnie d'opéra de Montréal. 

## Histoire
L'Opéra de Montréal est créé le 30 janvier 1980 à l’initiative du ministère des Affaires culturelles du Québec. Jean-Paul Jeannotte en devient le premier directeur général et artistique.  C'est avec Tosca de Puccini que l'Opéra de Montréal amorce ses activités.  
En 1984, l'Atelier lyrique, sous la direction d'Yvonne Goudreau, voit le jour afin favoriser le développement et la formation d'une relève nationale. La saison 1988 est l'occasion d'introduire le surtitrage bilingue qui permet aux spectateurs de suivre l'intrigue sur scène. 
Entre 1980 et 2016, l'opéra de Montréal offre 1020 représentations de 97 opéras, dont 2 créations et 61 nouvelles productions. Devenu une importante compagnie d'opéra en Amérique du Nord, l'Opéra de Montréal loue plusieurs de ses productions à d'autres compagnies et possède un inventaire de plus 4600 costumes. En 2014, la compagnie présente sa plus imposante production, Turandot de Giacomo Puccini, avec plus de 280 personnes impliquées. Plusieurs artistes lyriques, metteurs en scène et chefs d'orchestre sont invités à se produire à l'opéra de Montréal.
Les représentations ont lieu à la Salle Wilfrid-Pelletier de la Place des Arts, au centre-ville de Montréal, dans l'arrondissement Ville-Marie.

## Créations
C'est au mois de mars 1990 que l'Opéra de Montréal propose sa première création. Il s'agit de Nelligan; musique d'André Gagnon, livret en français de Michel Tremblay, mise-en-scène d'André Brassard, sur la vie du poète Émile Nelligan.  Thérèse Raquin de Tobias Picker, livret de Gene Scheer, est créé en 2002 tandis que Les Feluettes de Kevin March, livret de Michel Marc Bouchard, est présenté en 2016.  En mars 2017, l'Opéra de Montréal propose une autre création, Another Brick in the Wall, adaptation opératique signée par Julien Bilodeau de l'album rock The Wall du groupe Pink Floyd.    

## Panthéon canadien de l'art lyrique
En novembre 1991, l’Opéra de Montréal inaugure le Panthéon canadien de l'art lyrique afin d'honorer des artistes et des personnalités québécoises et canadiennes ayant de manière exceptionnelle contribué à l'épanouissement de l'art lyrique au Canada. Chaque année, une ou plusieurs nouvelles personnalités sont honorées lors du concert de clôture de l'Atelier lyrique. Le tableau suivant présente la liste des lauréats du Panthéon.

### Tableau des lauréats
| Année | Lauréat |
| ----- | --- |
| 1991  | Emma Albani (1847-1930), Edmund Burke (1876-1970), Lionel Daunais (1902-1983), Pauline Donalda (1882-1970), Paul Dufault (1872-1930), Louise Edvina (1878-1948), Sarah Fischer (1896-1975), Éva Gauthier (1885-1958), Herman Geiger-Torel (1907-1976), Jacques Gérard (1899-1957), Jeanne Gordon (1884-1952), Kathleen Howard (1880-1956), Raoul Jobin (1906-1974), Edward Johnson (1878-1959), Béatrice La Palme (1878-1921), George London (1920-1985), Ettore Mazzoleni (1905-1968), François-Xavier Mercier (1871-1932), Irene Pavloska (1889-1962), Wilfrid Pelletier (1896-1982), Rodolphe Plamondon (1876-1940), Louis Quilico (1925-2000), André Turp (1925-1991) |
| 1992  | Judith Forst, Joseph Rouleau |
| 1994  | Maureen Forrester (1930-2010), Jean-Paul Jeannotte |
| 1995  | Irving Guttman, Ermanno Mauro |
| 1996  | Jacqueline Desmarais, Claire Gagnier, Richard Verreau (1926-2005) |
| 1997  | Napoléon Bisson (1922-2008), Claude Corbeil, Huguette Tourangeau |
| 1998  | Colette Boky, Clarice Carson |
| 1999  | Mario Bernardi, Nicole Lorange |
| 2000  | Roger D. Landry |
| 2001  | Pierre Béique (1910-2003), Robert Savoie (1927-2007) |
| 2002  | Ruby Mercer (1906-1999), Edith Della Pergola (1918-2009) |
| 2003  | Richard Margison |
| 2004  | Pierre Duval (1932-2004), Yvonne Goudreau (1926-2004) |
| 2005  | Pierrette Alarie (1921-2011) |
| 2006  | Fernande Chiocchio |
| 2007  | Janine Lachance |
| 2008  | Pierre Charbonneau |
| 2009  | Père Fernand Lindsay (1928-2009) |
| 2010  | Gabrielle Lavigne |
| 2011  | Bruno Laplante |
| 2012  | Bernard Turgeon |
| 2013  | Denise Massé |
| 2014  | Philippe Pointard |
| 2016  | Chantal Lambert |
| 2017  | Gaétan Laperrière |

## Écoles
Parallèlement, l'Opéra de Montréal s'implique dans des activités éducatives dans le but de susciter auprès d'un jeune public l'intérêt pour l'opéra. Les activités se répartissent de trois manières :

### Les générales étudiantes
Les jeunes de 12 à 17 ans sont invités à assister à la répétition générale de chaque production. Ils peuvent ainsi observer le dernier rodage de la production et les exigences de la mise en scène.

### Matinée scolaire
Un spectacle chanté, destiné aux élèves du primaire et organisé par l'Opéra de Montréal, raconte 400 ans d'histoire de l'opéra avec l'assistance des chanteurs de l'Atelier lyrique de l'Opéra de Montréal et du musicologue Pierre Vachon. 

### coOpéra
Également destinée aux élèves du primaire, cette activité consiste à réaliser et à présenter en public un spectacle collectif inspiré d'un opéra produit durant la saison. Depuis 2003, des élèves réalisent chaque année un spectacle musical en réécrivant le livret à leur manière, en construisant les décors et les accessoires, et en se produisant sur scène. L'initiative a été soulignée par plusieurs prix et reconnaissances. Un documentaire, Les petits Géants, réalisé en 2009 par Anaïs Barbeau-Lavalette et Émile Proulx-Cloutier, retrace le travail des enfants durant la production du spectacle Le bal masqué d'après Verdi.

## Directeurs généraux
- Jacques Langevin (1983-1986)
- Bernard S. Creighton (1986-1988)
- Bernard Uzan (1988-2000)
- Kimberley J. Gaynor (2001-2002)
- David Moss (2003-2006)
- Pierre Dufour (2006-2016)
- Patrick Corrigan (depuis septembre 2016)

## Directeurs artistiques
- Jean-Paul Jeannotte (1980-1989)
- Bernard Uzan (1989-2001)
- Bernard Labadie (2002-2006)
- Michel Beaulac (depuis avril 2007)

## Liste des productions
Liste des productions de l'Opéra de Montréal